# Gersten
Gersten är en kommun och ort i Landkreis Emsland i förbundslandet Niedersachsen i Tyskland.
Kommunen ingår i kommunalförbundet Samtgemeinde Lengerich tillsammans med ytterligare fem kommuner.